# Encyclia angustifolia
Encyclia angustifolia là một loài thực vật có hoa trong họ Lan. Loài này được (Sw.) Schltr. mô tả khoa học đầu tiên năm 1918.